# Papuosoma cladis
Papuosoma cladis är en mångfotingart som beskrevs av Chamberlin 1945. Papuosoma cladis ingår i släktet Papuosoma och familjen orangeridubbelfotingar. Inga underarter finns listade i Catalogue of Life.